# زين العابدين شاه مير
زين العابدين شاه هو السلطان الثامن لكشمير من سلالة شاه مير حكم في الفترات: (1418-1419 و1420-1470) وكان معروفًا من قبل رعاياه باسم «الملك العظيم».

## وصوله للعرش
اسمه شاهي خان، وهو ابن السلطان إسكندر شاه مير حاكم كشمير، اشتغل سفر شقيقه الأكبر علي شاه المملكة في رحلة حج إلى مكة، وقام بحكم البلاد، وأطلق على نفسه لقب «زين العابدين». وعندما علم علي شاه بما فعل اخيه استجد بوالد زوجته ملك جامو، وكون جيشًا يتألف من جنود من جامو وراجوري لاستعادة عرشه، وتخلي زين العابدين عن العرش دون قتال، وهو ما يستغربه المؤرخون.
فر زين العابدين إلى سيالكوت، وطلب الدعم من حاكمها، فاستجاب الحاكم، وانتصر زين العابدين وتمكن من العودة إلى العاصمة سريناغار، ورحب به رعاياه. بينما مصير علي شاه غير مؤكد: فربما يكون قد مات أو وقع في الأسر أو تم إعدامه.

## حكمه
أغلب عهد زين العابدين يميل إلى الاستقرار وقلة المعارك والحروب، إلا أنه حينما أرادت بعض المناطق الاستقلال عن حكمه مثل لداخ وبلتستان التي تم فتحها من قبل جده شهاب الدين، أرسل جيشه لإغماد التوترات بها وإحكام السطرة عليها، حيث أدرك زين العابدين أهميتها الاقتصادية والاستراتيجية، كما استعاد سيطرته على أوهند.
تشير السجلات القديمة إلى أنه قدم وتلقى هدايا مع حكام العديد من البلدان مثل حكام مصر، وقاليور، ومكة، والبنغال، والسند، وكجرات وغيرها..
خلال الأيام الأخيرة من حكمه، تمرد أبناءه الثلاثة: آدم خان وحاجي خان وبرام خان، لكنه اتخذ إجراءاته لسحقهم. وقد خلفه ابنه حاجي خان الذي حصل على لقب حيدر خان.

## سياساته الدينية
كان زين العابدين حليفًا للهندوس، فعمل على إلغاء الجزية عن الأغلبية الهندوسية من كشمير، وحظر ذبح الأبقار، وترجم ماهابهاراتا إلى الفارسية،  وسمح للهندوس ببناء معابدهم واتباع قانون الأحوال الشخصية الخاصة بهم.